# Kevin MacDonald (calciatore)
Kevin Duncan MacDonald (Inverness, 22 novembre 1960) è un allenatore di calcio ed ex calciatore scozzese, di ruolo centrocampista.

## Carriera

### Calciatore
MacDonald è passato al Liverpool dal Leicester City in cambio di quattrocentomila sterline nel novembre 1984. Il Leicester City lo scoprì quando faceva parte del Caledonian, nella Highland Football League.
Non ha mai conquistato un ruolo fisso in prima squadra al Liverpool, tranne quando ha contribuito al double dei Reds nel 1986 (soltanto il terzo del XX secolo), quando il suo club si è aggiudicato la First Division e la FA Cup nel derby del Merseyside contro l'Everton a Wembley.
All'inizio della stagione successiva, MacDonald si fratturò una gamba. Al momento del suo recupero, i posti al centro del campo erano stati occupati da Kenny Dalglish e Steve McMahon e non è così riuscito a tornare tra i titolari. Così, è stato prestato prima al suo vecchio club, il Leicester, e poi in Scozia, ai Rangers. A giugno 1989, si è trasferito definitivamente al Coventry City, per giocare poi anche con Cardiff City e Walsall prima del definitivo ritiro. Il 15 aprile 1989, cioè poco prima di lasciare il Liverpool, ha assistito come i suoi compagni alla strage di Hillsborough.

### Allenatore
A novembre 1994, è stato nominato tecnico ad interim del Leicester City per un breve periodo, tra la partenza di Brian Little e l'arrivo di Mark McGhee.
Ad agosto 2010, successivamente alle dimissioni da allenatore dell'Aston Villa di Martin O'Neill, ha assunto il ruolo di caretaker manager del club. Precedentemente, era stato allenatore della squadra riserve dei Villans ed assistente di Steve Staunton quando questi era commissario tecnico dell'Irlanda. MacDonald è sotto contratto con l'Aston Villa dal 1995, ma ha ricoperto diversi ruoli nel club.
Il primo incontro lo ha disputato al Villa Park, contro il West Ham United. La sua squadra si è imposta per tre a zero, con le reti di Stewart Downing, Stiliyan Petrov e James Milner. Dopo circa un mese alla guida dei Villans, la società ha trovato il sostituto di Martin O'Neill, il francese Gérard Houllier, che è diventato quindi il nuovo manager dell'Aston Villa.

## Palmarès

### Giocatore
- Football League Second Division: 1

Leicester City: 1979-80
- Campionato inglese: 2

Liverpool: 1985-1986, 1987-1988
- Coppa d'Inghilterra: 7

Liverpool: 1985-86, 1988-89
- Charity/Community Shield: 1

Liverpool: 1986